# Neue Banater Zeitung
Neue Banater Zeitung (în traducere „Noul Ziar Bănățean”), cu subtitlul Organ des Kreiskomitees der R.K.P. und des Kreisvolksrates Temesch („Organ al Comitetului Județean al PCR și al Consiliului Popular al județului Timiș”), a fost ziarul comunist de limbă germană din Banat.
În anul 1957 a apărut la Timișoara cotidianul în limba germană “Die Wahrheit” (Adevărul). În anul 1968 denumirea acestuia s-a schimbat în Neue Banater Zeitung. Redactor-șef a fost Nikolaus Berwanger.
În anul 1968 Neue Banater Zeitung avea un tiraj de 17.000 exemplare, după alte surse 40.000 Exemplare.
Redactori la NBZ au fost Balthasar Waitz (1979-1990), Franz Thomas Schleich (1971-1981), William Totok (1982-1985) și Horst Samson (1977-1984).
După anul 1989, ziarele Neuer Weg (ziar cental în limba germană, publicat la București), Neue Banater Zeitung și Karpatenrundschau (ziar al sașilor transilvăneni, publicat la Brașov) s-au reunit sub denumirea de Allgemeine Deutsche Zeitung für Rumänien (ADZR), care are ca public-țintă în special minoritatea germană din România, vorbitoare de limbă germană.
Publicația Banater Zeitung apare acum ca supliment săptămânal al ADZR.
Publicația Karpatenrundschau apare acum ca supliment săptămânal al ADZR, fiind publicat de "Stiftung zu Förderung der Deutschen Literatur in Rumänien" (Fundația pentru promovarea literaturii germane în România). Redactor-șef: Dieter Drotleff.

## Manifestații culturale
Publicația "Banater Zeitung" a organizat în 1972, la inițiativa redactorului-șef de atunci, Nikolaus Berwanger, prima ediție a Worschtkoschtprob (Festivalul degustării cârnaților), tradiția fiind începută de etnicii șvabi. Concursul a fost întrerupt pe timpul comunismului, în 1985 , dar a fost reluat după 1995, cu pauze de un an.